# 스타일테크
스타일테크는 패션, 뷰티 등 스타일분야에서 AI, IoT, AR, VR 등 기술을 융합해 새로운 가치를 창출하는 신사업 분야다. 대상은 패션, 뷰티부문(의류, 신발, 가방, 안경, 주얼리, 시계, 화장품, 미용기기) 등이다.
산업통상자원부는 스테일테크 산업 육성하기 위해 한국디자인진흥원과 함께  2019년 7월 19일 서울 강남구 영동대로85길 34 스파크플러스에 ‘스타일테크 DK웍스’를 개소하고 스타일테크 유망기업 지원 프로그램 등을 운영하고 있다.

## 스타일테크 유망기업 지원 프로그램
스타일테크 분야의 기업들 중 유망기업에 선정된 기업들을 대상으로 기업 당 최대 5천만원 상당의 지원 프로그램이다. 단계별 지원에 소요되는 지원은 한국디자인진흥원을 통해 지급한다.
- 스타일테크 DK웍스 : 기준 좌석 210석 규모의 공유 오피스이다. 업무 공간 외에 미팅룸과 스튜디오 등 오피스 공간을 6개월간 무료 제공하며 연장 여부는 재평가를 통해 결정된다.[3]
- 스타일테크 랩 액셀러레이팅 프로그램 : 대·중견기업 오픈이노베이션 참여기회, 오피스아워(PR, 투자, 재무, 노무), 프로토타입 제작, 데모데이 기회, 체험전시 공간 제공 등을 지원한다.[4]
- 한국디자인진흥원은 2019년부터 스타일테크 유망기업 지원 프로그램을 운영하여 2020년 현재 2기 기업들을 맞이했다. 참여기업은 다음과 같다.

| 연도         | 선정기업 | 오픈이노베이션 협력기업    | 액셀러레이팅 협력기업                                           |
| ------------ | --- | -------------------------- | --------------------------------------------------------------- |
| 1기 (2019년) | - 레이틀리코리아 - 로로젬 - 슈퍼웍스컴퍼니 - 스타일봇 - 스트롱소다 - 종달랩 - 키즈픽 - 틸투원 - 멋들어진 - 옷딜 - 셀러허브, - 버츄어라이브 - 세븐에비뉴 - 콜라보그라운드 - 헤어핏 - 마들렌메모리 - 석세스모드 - 쑤잉 - 거북선컴퍼니 등 23개사 | 두산그룹                   | 스파크랩, 스파크플러스, 바이널익스피리언스, 벤처스퀘어          |
| 2기 (2020년) | - 클로넷코퍼레이션 - 슬라운드 - 디파인드 - 츄스유얼모델 - MUHA - 에이아이바 - 메저차이나 - 스타일패치 - 브라켓프로젝트 - 씨앤솔루션 - 보고플레이 - 메이크업미 - 웨이브컴퍼니 - 뷰티메이커스 - 패션에이드 - 턴백 등 17개사                     | 아모레퍼시픽, 이랜드리테일 | 스파크랩, 스파크플러스, 바이널익스피리언스, 이화여대 기업가센터 |

## 스타일테크 데모데이
스타일테크 유망기업 지원 프로그램 참여 기업들이 프로그램 참여성과를 공유하는 행사로서 기업들에게는 전시 부스 운영, 투자 피칭 및 전문가 패널 토론, MOU체결 등 다양한 기회가 주어진다.
- 1기 기업의 데모데이는 2019년 12월 12일 강남 코엑스와 18일 스타일테크 DK웍스에서 양일간 개최되었다.[5]
- 2기 기업의 데모데이는 2020년 11월 17일 온라인으로 개최되었다.[6]

## 갤러리

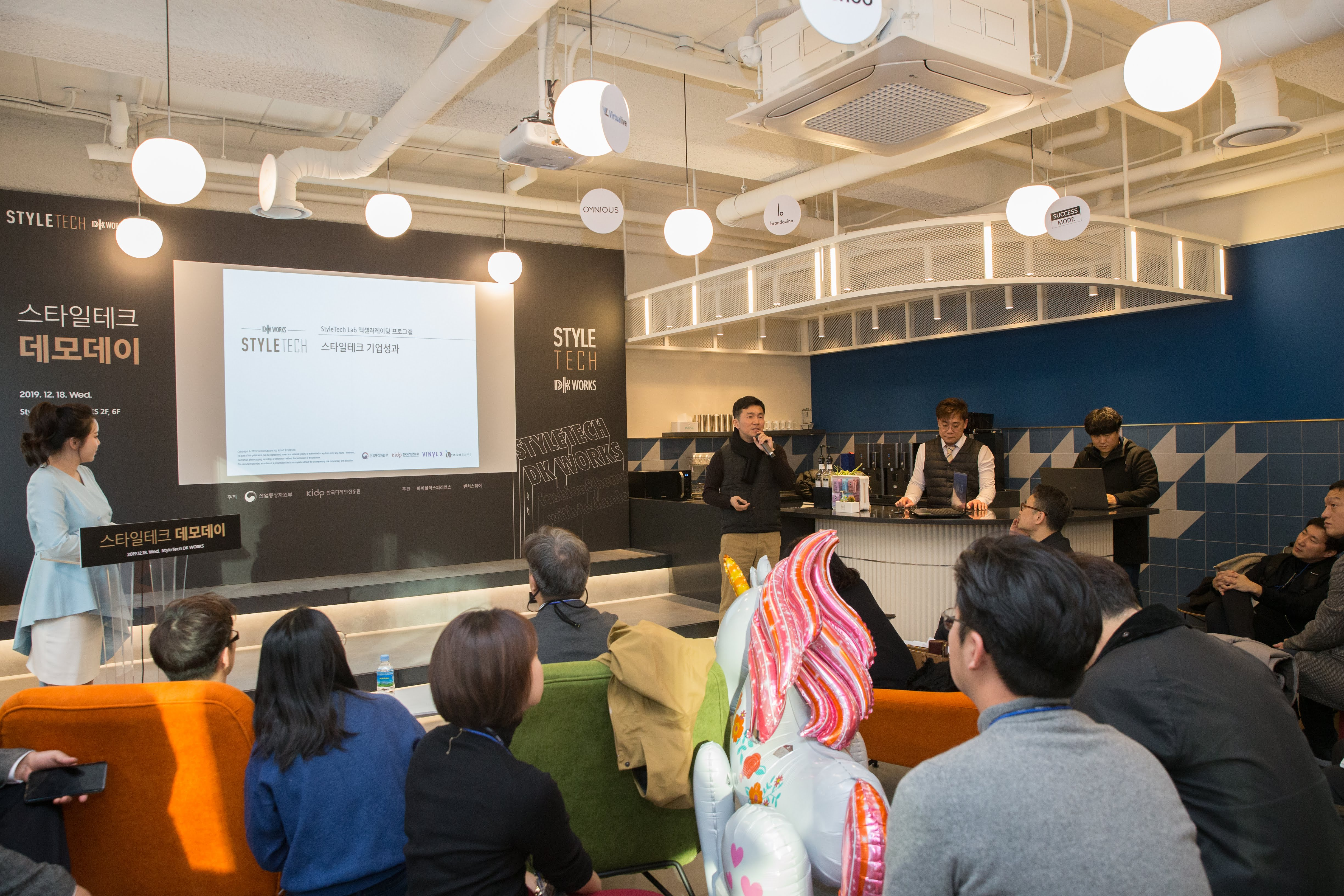
2019년 스타일테크 데모데이 (스타일테크 DK웍스)
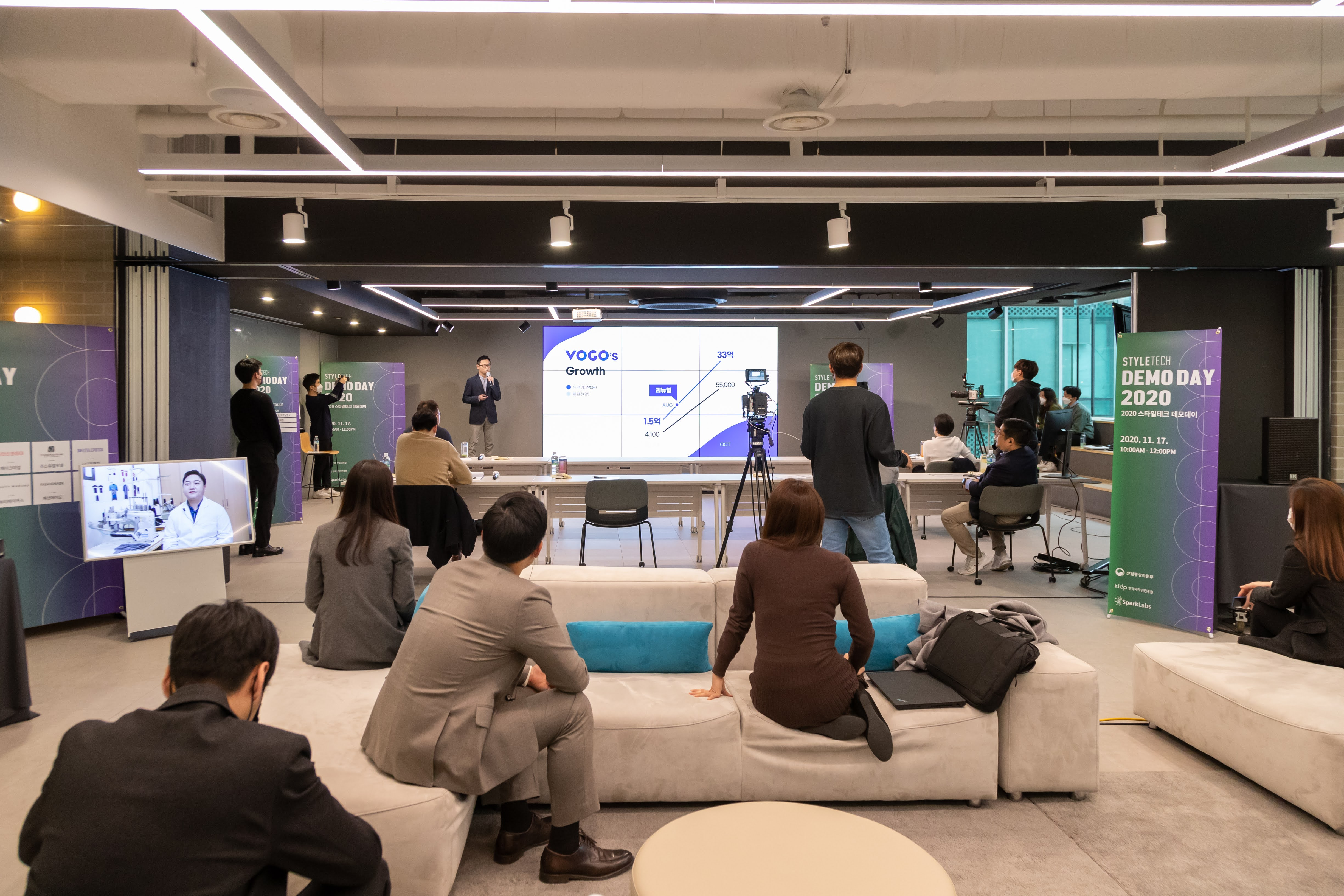
2020년 스타일테크 데모데이 (온라인 사전촬영)
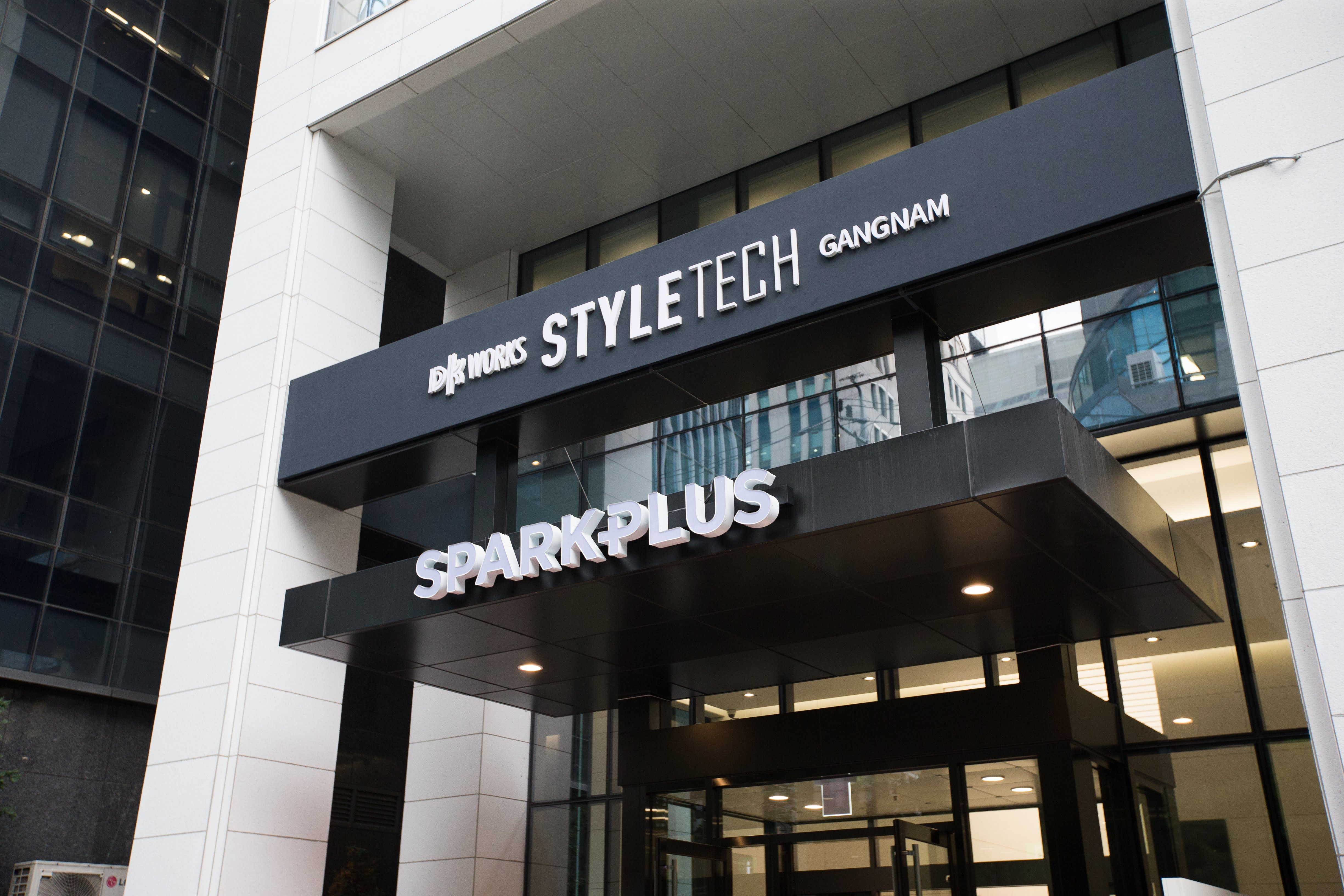
2019년 스타일테크 DK웍스 개소식